# Bridhim
Bridhim (en népalais : वृदिम) est un comité de développement villageois du Népal situé dans le district de Rasuwa. Au recensement de 2011, il comptait 422 habitants.

## Villages et hameaux
Bridhim se compose de plusieurs villages et hameaux. Les principaux sont :
- Bridhim 2 180 m
- Khangjim 2 235 m
- Lingling 1 860 m
- Sherpagaun 2 590 m

## Personnalités
- Jean-Christophe Victor : l'expert en géopolitique et en relations internationales a passé un an dans le village pour sa thèse d'éthnologie Systèmes agricoles tibétains dans les hautes vallées du Nord Népal[2].